# Монтеренцио
Монтерѐнцио (на италиански: Monterenzio, на местен диалект Måntrànz, Мантъранц) е градче и община в северна Италия, провинция Болоня, регион Емилия-Романя. Разположено е на 207 m надморска височина. Населението на общината е 6090 души (към 2010 г.).